# Malattia del deperimento cronico
La malattia del deperimento cronico, conosciuta anche come CWD (in inglese Chronic wasting disease) o malattia del cervo zombie, è una malattia che colpisce i cervidi adulti di età compresa fra i 3 e i 5 anni. Fa parte delle encefalopatie spongiformi trasmissibili analogamente all'encefalopatia spongiforme bovina, che è conosciuta comunemente come malattia della "mucca pazza" ed è causata da un prione.
Isolata per la prima volta nel 1967 negli Stati Uniti in un cervo mulo nel nord del Colorado, è una malattia letale che porta alla morte dell'animale entro 8 mesi. Proprio negli Stati Uniti, la CWD colpisce cervi muli, cervi dalla coda bianca, cervi rossi, cervi sika, alci, caribù e renne. I sintomi sono un'eccessiva salivazione, perdita di peso, cambiamenti comportamentali.
Studi hanno mostrato il rischio della possibilità, non certezza, che la malattia possa infettare anche primati non umani nutriti con carne, in particolare il cervello, o venuti a contatto di liquidi corporei di animali malati apparentemente in buona salute al momento della morte, scoiattoli e topi modificati in laboratorio.

## Storia
Nel 1967 la malattia venne isolata in un laboratorio governativo nel nord del Colorado e nel 1978 venne riconosciuta come una causa dell'encefalopatia spongiforme trasmissibile. Venne scoperta dalla veterinaria americana della fauna selvatica Elizabeth Storm Williams, eseguendo l'autopsia su cervi e alci morti per una sindrome sconosciuta, riscontrando delle lesioni cerebrali compatibili con la TSE. Da lì, la CWD è stata trovata in numerose popolazioni animali della famiglia delle cervidae in libertà e in cattività in 26 stati degli Stati Uniti, tre province canadesi, in un allevamento di cervi rossi del Minnesota, alci selvatiche e nel marzo del 2016 in un branco di renne selvatiche della Norvegia. Alcuni casi isolati sono stati riscontrati nel marzo del 2018 in alcune alci in Finlandia e in Svezia il 4 marzo 2019, a maggio e nel 2020 a settembre. La malattia è stata trovata anche in Corea del Sud, in alcuni cervi importati dal Canada.

## Sintomi
La maggior parte dei casi di deperimento cronico si sviluppa nella famiglia dei cervidi; l'animale più giovane tende a mostrare i sintomi clinici della malattia entro 15 mesi, ma può restare dormiente per alcuni anni. La malattia è progressiva e sempre fatale, è altamente contagiosa e mortale per il cervello. I primi segni sono difficoltà di movimento e il segno clinico più evidente è la perdita di peso nel tempo, che si può notare anche ad occhio nudo. Nella maggior parte dei casi si verificano anche cambiamenti comportamentali, comprese diminuzioni delle interazioni con altri animali, svogliatezza, testa e orecchie cadenti, emaciazione, tremori, camminata ripetitiva secondo schemi prestabiliti e nervosismo. Si osservano anche salivazione eccessiva e digrignamento dei denti, oltre le problematiche che la malattia comporta a livello neurologico. L'APHIS riassume la malattia con le seguenti malattie: cambiamenti comportamentali, emaciazione, debolezza, atassia, salivazione, polmonite da aspirazione, morte progressiva.